# Vesturkirkjan

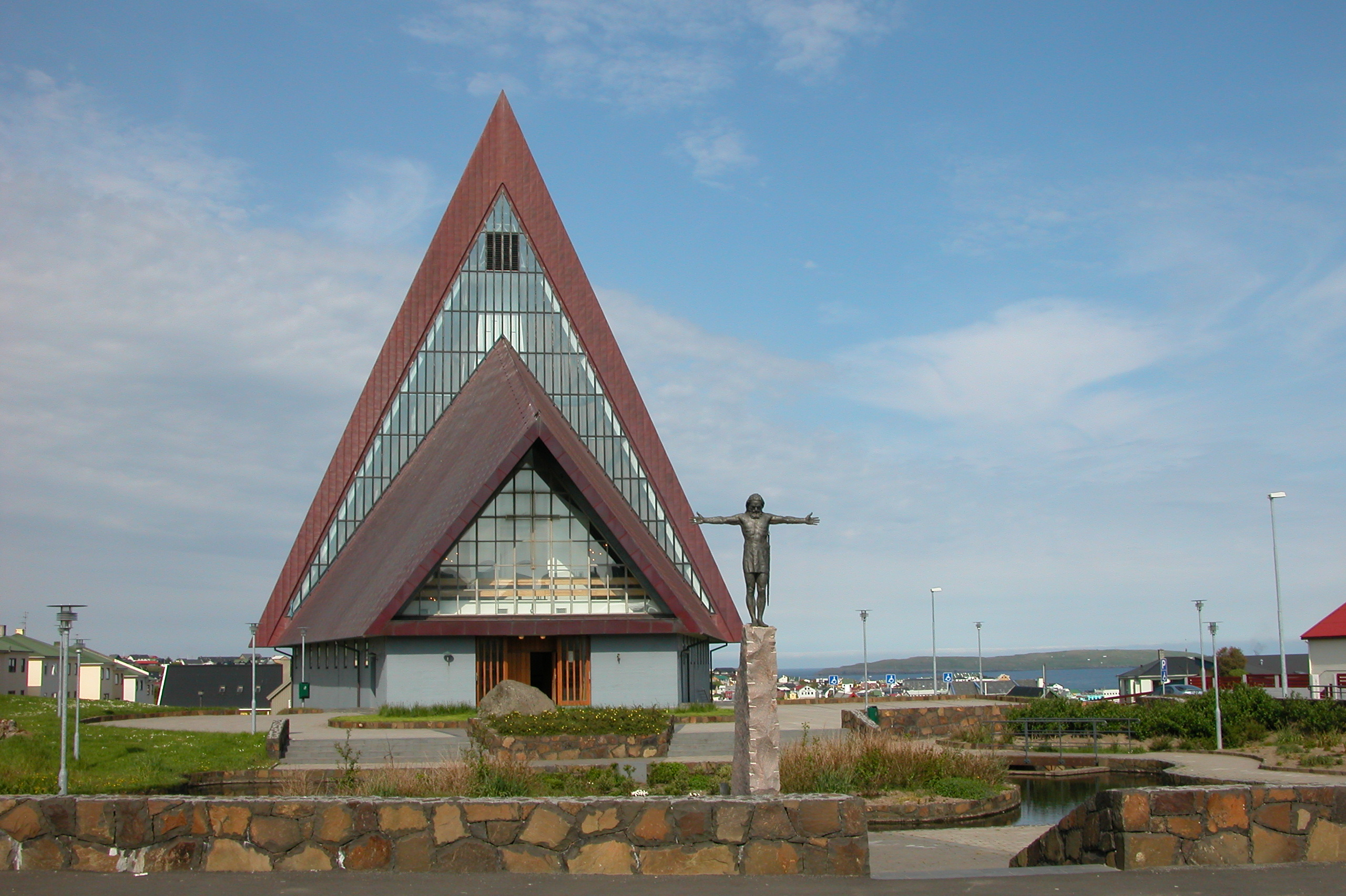
Vesturkirkjan und Sigmundur Brestisson

Die Vesturkirkjan [ˈvɛstʊɹˌʧɪɻʧan] „Westkirche“ ist ein moderner Kirchenbau in der färöischen Hauptstadt Tórshavn. Sie gehört zur lutherischen färöischen Volkskirche. Gleichzeitig ist sie mit 40,9 m das höchste Gebäude des Landes.
Die Vesturkirkjan wurde 1975 geweiht. Ihre Architektur gilt als besonders stilrein und einfach. Sie erhebt sich wie ein Wahrzeichen über die Stadt und ihre Form scheint von einem Schiff mit Segel inspiriert. Der Turm bildet die Form einer senkrecht halbierten spitzen Pyramide.
Gegenüber der Kirche  befindet sich die Parkanlage Viðarlundin úti í Grið.
Am Pfingstmontag, dem 5. Juni 2006 wurde vor der Kirche ein Denkmal des Bildhauers Hans Pauli Olsen für Sigmundur Brestisson errichtet, der ca. 1000 Jahre zuvor die Christianisierung der Färöer einleitete und um 1005 ermordet wurde.